# جاك مارينيللي
جاك مارينيللي (بالفرنسية: Jacques Marinelli) ولد بتاريخ 15 ديسمبر 1925 في فرنسا، هو دراج فرنسي سابق في صنف سباق الدراجات على الطريق.

## سجل النتائج

### سباقات أو مراحل فاز بها
- طواف فرنسا

## روابط خارجية
- جاك مارينيللي على موقع أرشيف الدراجات (الإنجليزية)
- جاك مارينيللي على موقع إحصائيات الدراجات الإحترافية (الإنجليزية)
- جاك مارينيللي على موقع CycleBase (الإنجليزية)